# Iratxe García

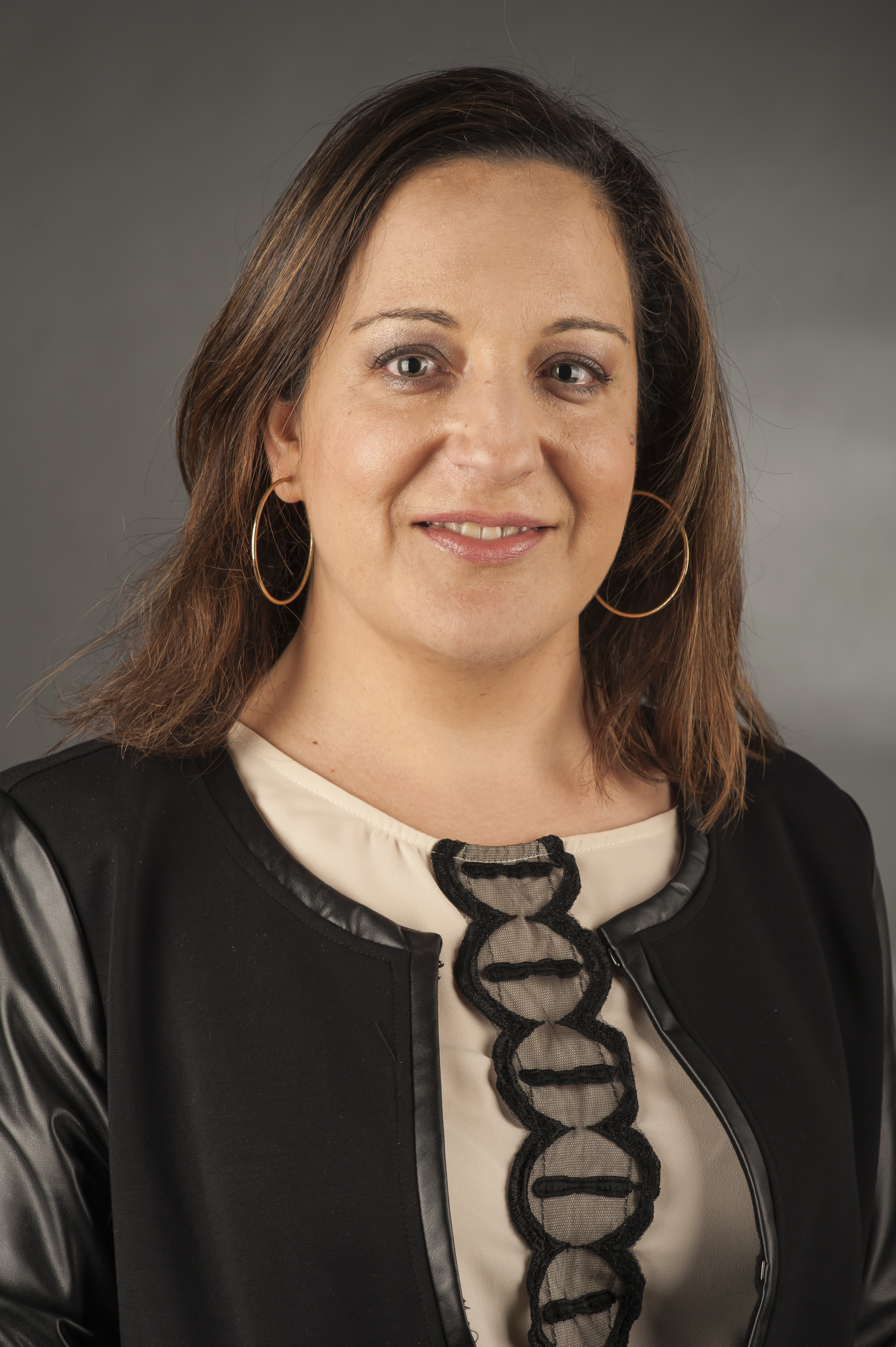
Iratxe García

Iratxe García este un om politic spaniol, membru al Parlamentului European în perioada 2004-2009 din partea Spaniei.
1. 1 2  Deputații în Parlamentul European, accesat în 20 septembrie 2019
2. 1 2  Deputații în Parlamentul European
3. ↑   http://www.congreso.es/portal/page/portal/Congreso/Congreso/Diputados/BusqForm?_piref73_1333155_73_1333154_1333154.next_page=/wc/fichaDiputado?idDiputado=286&idLegislatura=7, accesat în 23 noiembrie 2017 Lipsește sau este vid: |title= (ajutor)
4. ↑   https://www.lavanguardia.com/politica/20140525/54409301557/la-vallisoletana-iratxe-garcia-psoe-afronta-su-tercera-legislatura-europea.html, accesat în 2 decembrie 2018 Lipsește sau este vid: |title= (ajutor)